# Agrilus esperanzae
Agrilus esperanzae är en skalbaggsart som beskrevs av Knull 1935. Agrilus esperanzae ingår i släktet Agrilus och familjen praktbaggar. Inga underarter finns listade i Catalogue of Life.